# Ферма (конструкція)

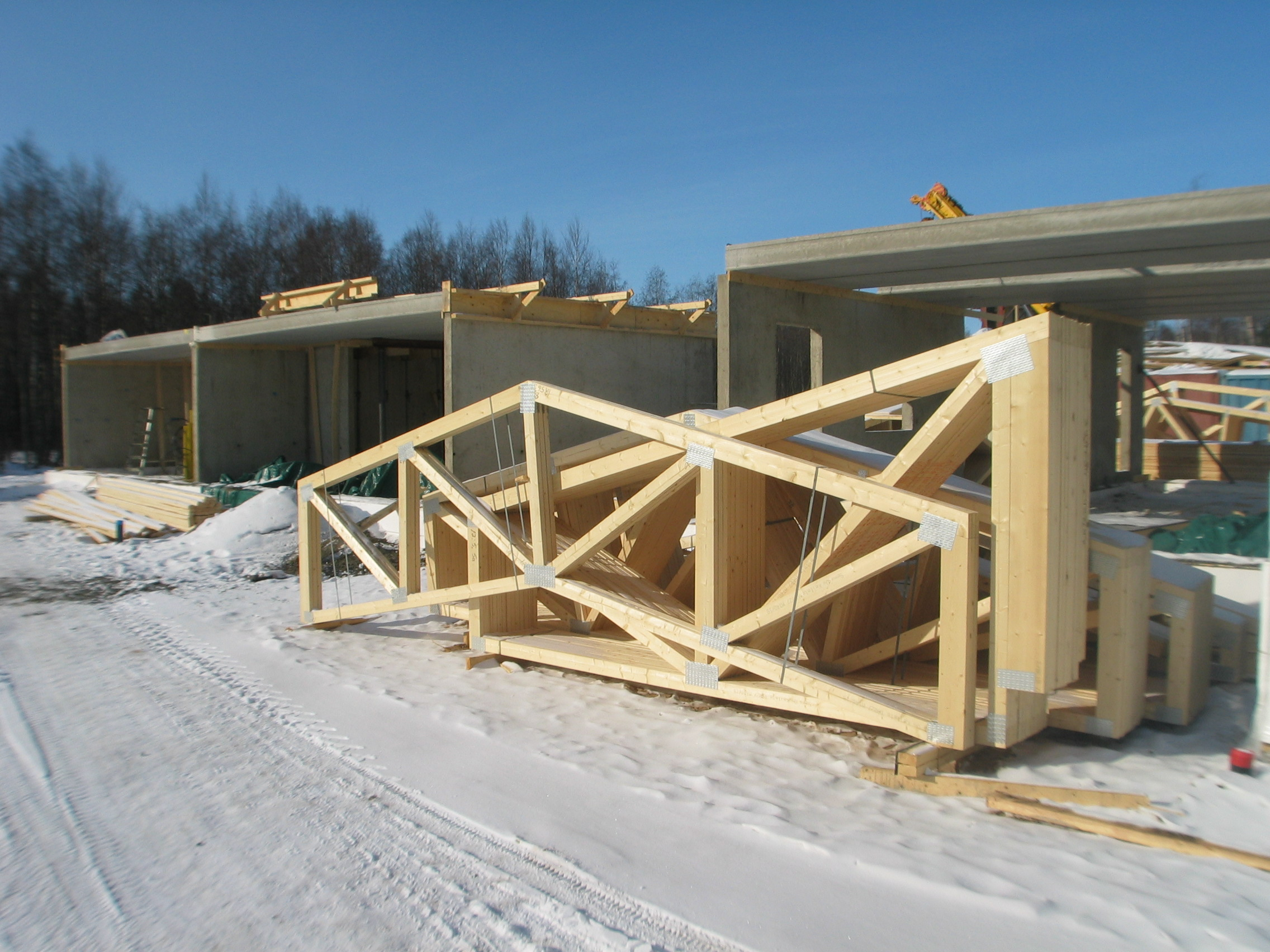
Плоскі дерев'яні ферми дахових конструкцій

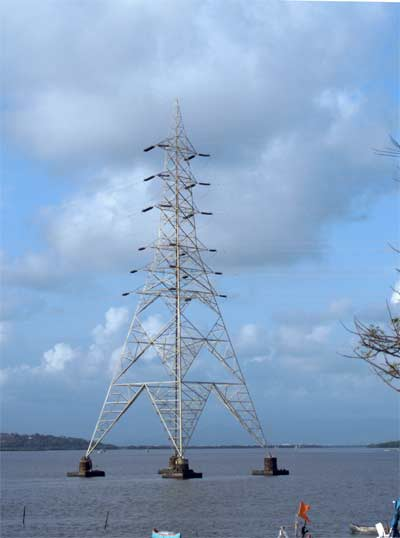
Просторова конструкція ферми опори лінії електропередач

Фе́рма (фр. ferme, від лат. firmus — «міцний», «сильний») — геометрично незмінна тримальна  конструкція, що складається з прямолінійних стрижнів, вузлові з'єднання яких в розрахунках вважаються шарнірними.
Стрижні у вузлових ферм з'єднуються жорстко: зварюванням, болтами, заклепками, фасонками, чи й взагалі цілу ферму роблять монолітною конструкцією. Попри це, експерименти показують, що згинальні моменти в прямолінійних стрижнях незначні у зіставленні з поздовжніми силами. Тому у практичних розрахунках величинами згинальних моментів нехтують і для побудови розрахункової схеми ферми припускають, що у вузлах встановлено ідеальні циліндричні шарніри.

## Призначення ферм
Ферми застосовують головним чином у будівництві (покриття промислових і цивільних будівель, ангарів, вокзалів, ринків, спортивних споруд, прогінні елементи залізничних і автодорожніх мостів, вежі, крани, нафтові башти, опори ліній високовольтних мереж, гідротехнічні затвори та ін.), а також як тримальні конструкції машин і механізмів. За видом матеріалу ферми бувають металеві, залізобетонні, дерев'яні та комбіновані.
При використанні ферм як тримальної системи споруди вибирають такі конструктивні рішення, які передбачають передачу навантаження лише у вузлах ферми, щоб уникнути прогинів стрижнів. Тоді у стрижнях ферми виникають тільки поздовжні зусилля розтягу-стиску. Відсутність згину стрижнів дозволяє обирати менші розміри їх поперечного перерізу порівняно зі стержнями, що працюють на згин. Завдяки цьому витрати матеріалу у фермах менші ніж у балках, вони легші за масою, зате трудомісткість їх виготовлення більша.

## Конструкції ферм
Точки сполучення стержнів ферми називають вузлами. Стрижні, що розташовані по контуру вгорі і внизу ферми утворюють відповідно верхній і нижній пояси, а стрижні, що розташовані між поясами ферми утворюють решітку. Решітка складається з похилих стрижнів — розкосів та вертикальних — стояків. Розтягнуті стояки інколи називають підвісами. Стояки та розкоси, що розташовані біля опор, називають опорними. Горизонтальна проєкція відстані між опорами ферми називається прогоном. Горизонтальна проєкція відстані між суміжними вузлами верхнього або нижнього поясів називається відповідно верхньою або нижньою панеллю. Найбільша відстань між вузлами верхнього і нижнього поясів — висота ферми.
За своїм окресленням ферми можуть бути з паралельними, трикутними, полігональними (багатокутними) або з криволінійними поясами, та поясами трапецоїдної форми — односхилі та двосхилі.
За характером опорних закріплень розрізняють балкові, консольні, консольно-балкові, розпірні ферми.
За системою решітки розрізняють: ферми з розкосою решіткою, особливість яких — послідовне розташування розкосів і стояків, безрозкосі — з трикутною решіткою, яка складається тільки з розкосів, ферми з напіврозкосою решіткою, у якій розкоси сполучаються з серединою стояка. Якщо у кожній панелі ферми два або більше розкоси, то такі ферми називають дворозкосими, або багаторозкосими.

## Розрахунок ферм
Розрахунок переважної більшості ферм розпочинається із визначення опорних реакцій. При цьому складають рівняння рівноваги для всієї ферми, у формі рівнянь проєкцій або моментів.
Визначення внутрішніх зусиль у стрижнях простих ферм ґрунтується на загальному методі перерізів, який широко використовують у опорі матеріалів. У стрижнях ферми від зовнішнього навантаження, прикладеного у вузлах, виникають поздовжні розтягувальні або стискальні зусилля. Перед розрахунком всі зусилля у стержнях ферми вважають розтягувальними. Якщо у результаті розрахунку отримують додатне значення зусилля, то стрижень розтягнутий, а якщо від'ємне — стиснутий.
Для визначення внутрішніх зусиль ферми розсікають перерізом її вузли або окремі частини і розглядають умови їх рівноваги під дією зовнішніх сил і внутрішніх зусиль. Перерізи слід проводити так, щоб рівняння рівноваги були з одним невідомим, що дозволяє уникнути сумісного розв'язування системи рівнянь.
Визначення зусиль у стержнях ферм складних конструкцій можна виконувати методом можливих переміщень, на основі енергетичних підходів або при допомозі програмних комплексів на основі методу скінченних елементів.